# Nemesia transalpina
Nemesia transalpina là một loài nhện trong họ Nemesiidae.
Nemesia transalpina được miêu tả năm 1871 bởi Doleschall.